# Kfar Etzion
Kfar Etzion (Hebreeuws:כפר עציון) is een Israëlische nederzetting op de Westelijke Jordaanoever van Palestina tussen Jeruzalem en Hebron, en maakt deel uit van een blok van nederzettingen Gush Etzion. De kolonisten komen oorspronkelijk uit Polen, Tsjecho-Slowakije en Duitsland.
De eerste joodse nederzetting heette Migdal Eder (מגדל עדר) en werd in 1927 op die plaats in Mandaatgebied Palestina gesticht door Jemenitische Joden. In 1929 waren zij na het uitbreken van de ongeregeldheden tussen Joden en Arabieren gedwongen te vertrekken.
In 1934 werd hier opnieuw een nederzetting gesticht, maar werd in 1939 als gevolg van de Arabische opstand van 1936-1939 verlaten.
In 1943 werd hier voor een derde keer Kfar Etzion gesticht, die tevens als militaire post diende. Deze lag op een hoogte van 965 meter en was daarmee de hoogstgelegen Joodse nederzetting.

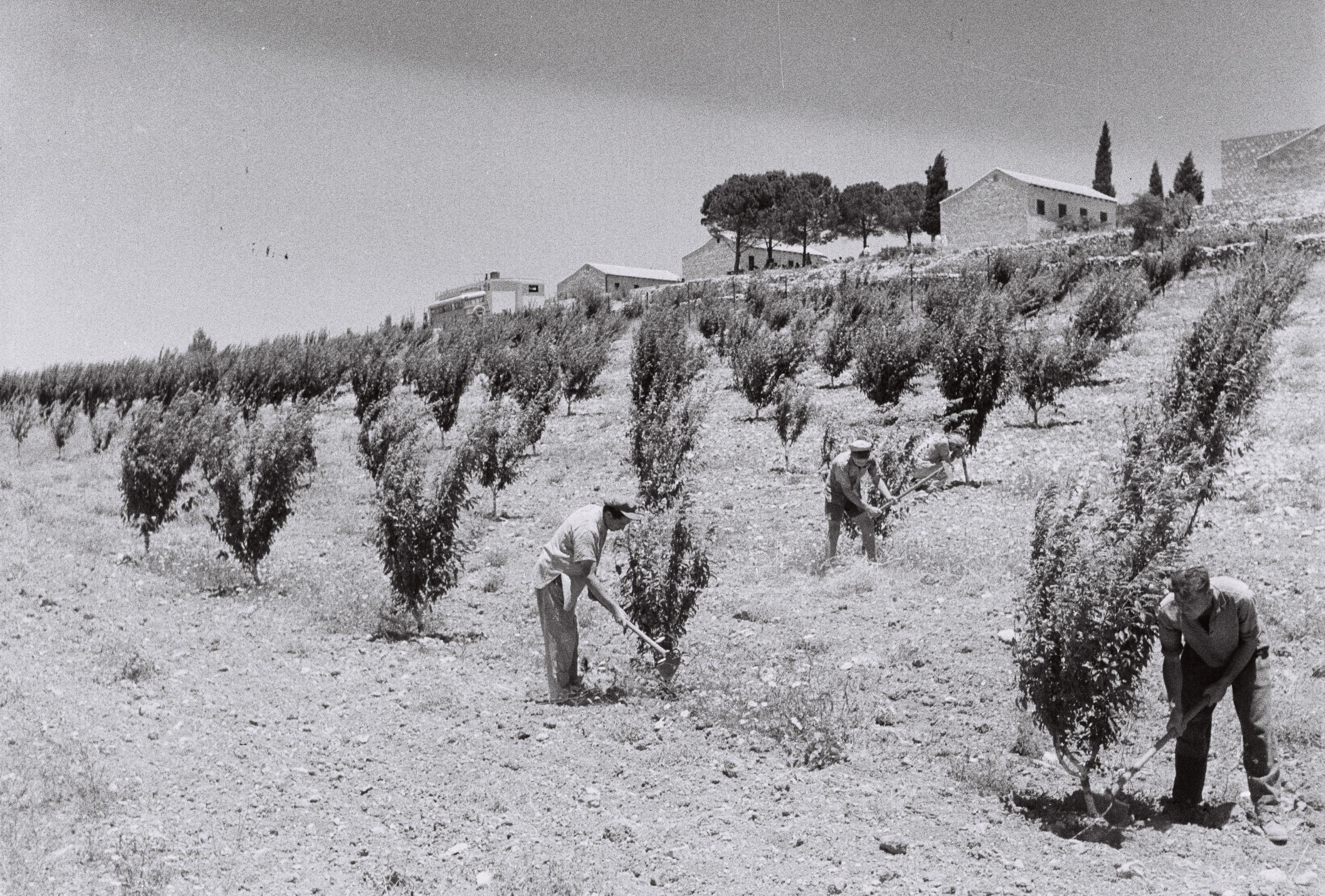
Kfar Etzion in 1947

In het VN Verdelingsplan in 1947 werd duidelijk dat Kfar Etzion geheel binnen de Palestijnse staat zou vallen. De bewoners van Kfar Etzion, waarvan een derde soldaten, besloten desondanks te blijven. Tijdens de aanval van de Palmach-militanten op de wijk Katamon ten zuiden van Jeruzalem, blokkeerden ze voor het Arabisch Legioen de weg van Hebron naar Jeruzalem en legden hinderlagen aan. In de strijd op 13 mei 1948 kwamen daarbij 127 Joden om, soldaten en bewoners.
Na de Zesdaagse Oorlog van 1967 werd Kfar Etzion voor een vierde keer gesticht, over de Groene wapenstilstandsgrens op de door Israël bezette Westelijke Jordaanoever.
Op 1 september 2014, na de oorlog in de Gazastrook, werd bekend dat Israël van plan was in de omgeving 400 hectare grond met boomgaarden van Palestijnse boeren ging confisqueren voor uitbreiding van Israëlische nederzettingen (met onder meer de nederzetting Alon Shvut). De Verenigde Staten keurden dit besluit af en vroegen Israël het plan in te trekken, omdat het een averechts effect zou hebben op de vredesonderhandelingen met de Palestijnen. De Israëlische regering zei dat dit een reactie was op de moord op drie Israëlische tieners op 12 juni 2014 op de Westelijke Jordaanoever, wat voor Israël de aanleiding was tot de oorlog tegen Hamas in de Gazastrook. De Israëlische regering sprak hierbij de hoop uit het nederzettingenblok later, in een vredesregeling met de Palestijnen, door landruil bij het Israëlisch grondgebied te kunnen voegen.